# Обереэ-Штрохайх
Обереэ-Штрохайх (нем. Oberehe-Stroheich) — община в Германии, в земле Рейнланд-Пфальц. 
Входит в состав района Вульканайфель. Подчиняется управлению Хиллесхайм.  Население составляет 329 человек (на 31 декабря 2010 года). Занимает площадь 10,30 км².